# Старково (Нижньогородська область)
Старково (рос. Старково) — село в Володарському районі Нижньогородської області Російської Федерації.
Населення становить 82 особи. Входить до складу муніципального утворення Мулинська сільрада.

## Історія
Від 2009 року входить до складу муніципального утворення Мулинська сільрада.

## Населення
| 1859 | 1897 | 1905 | 1926 | 1999 | 2002 | 2010 |
| ---- | ---- | ---- | ---- | ---- | ---- | ---- |
| 394  | ↗552 | ↗600 | ↗712 | ↘75  | ↘57  | ↗82  |